# VG247
VG247（也称VG24/7，vg247）是一个英国电子游戏博客，成立于2008年2月。

## 奖项
VG247 曾于 2008 年和 2009 年两次获得游戏媒体奖“最佳网站”和“最佳在线博客”奖提名，但均未获奖。然而，2009 年 10 月，游戏媒体奖授予 VG247“最佳博客”称号，其创始人兼主编帕特里克·加勒特 （Patrick Garratt） 授予“最佳在线专业作家”称号。2010 年 8 月，VG247 获得了另一个奖项：游戏媒体奖将其列入六大最佳游戏博客名单。